# Municipio de Ross (Míchigan)
El municipio de Ross (en inglés: Ross Township) es un municipio ubicado en el condado de Kalamazoo en el estado estadounidense de Míchigan. En el año 2010 tenía una población de 4664 habitantes y una densidad poblacional de 49,99 personas por km².

## Geografía
El municipio de Ross se encuentra ubicado en las coordenadas 42°22′53″N 85°21′17″O / 42.38139, -85.35472. Según la Oficina del Censo de los Estados Unidos, el municipio tiene una superficie total de 93.3 km², de la cual 86.34 km² corresponden a tierra firme y (7.46%) 6.96 km² es agua.

## Demografía
Según el censo de 2010, había 4664 personas residiendo en el municipio de Ross. La densidad de población era de 49,99 hab./km². De los 4664 habitantes, el municipio de Ross estaba compuesto por el 95.67% blancos, el 0.75% eran afroamericanos, el 0.45% eran amerindios, el 0.9% eran asiáticos, el 0.02% eran isleños del Pacífico, el 0.34% eran de otras razas y el 1.87% pertenecían a dos o más razas. Del total de la población el 1.59% eran hispanos o latinos de cualquier raza.